# Copa del Rey 1919
Die Copa del Rey 1919 war die 17. Austragung des spanischen Fußballpokals.
Der Wettbewerb startete am 13. April und endete mit dem Finale am 18. Mai 1919 im Estadio del Paseo Martínez Campos in Madrid. Titelverteidiger des Pokalwettbewerbes war Real Unión. Den Titel gewann Arenas Club durch einen 5:2-Erfolg nach Verlängerung im Finale gegen den FC Barcelona.

## Teilnehmer
| Regionalbewerb         | Meister                 |
| ---------------------- | ----------------------- |
| Andalusien             | FC Sevilla              |
| Asturien               | Sporting Gijón          |
| Bizkaia                | Arenas Club             |
| Galicien               | Real Vigo Sporting Club |
| Gipuzkoa               | Real Sociedad           |
| Campionat de Catalunya | FC Barcelona            |
| Levante                | CD Águilas              |
| Campeonato Centro      | Racing de Madrid        |

Konnten die im Viertel- bzw. Halbfinale aufeinandertreffenden Mannschaften jeweils eines der Spiele gewinnen, wurde nicht das Torverhältnis zur Bestimmung des Siegers herangezogen, sondern ein Entscheidungsspiel ausgetragen.

## Viertelfinale
Die Hinspiele wurden am 30. März und 13. April, die Rückspiele am 6. und 20. April 1919 ausgetragen.
|                    |   |                  | Hinspiel | Rückspiel |
| ------------------ | - | ---------------- | -------- | --------- |
| Real Vigo Sporting |   | Sporting Gijón   | 0:0      | 0:0       |
| Arenas Club        |   | Racing de Madrid | 8:2      | 0:2       |
| FC Barcelona       |   | Real Sociedad    | 6:0      | 3:1       |
| FC Sevilla         | 1 | CD Águilas       |          |           |

Entscheidungsspiele
|                    | Ergebnis |                  |
| ------------------ | -------- | ---------------- |
| Real Vigo Sporting | 2 3:0 1  | Sporting Gijón   |
| Arenas Club        | 3 3:1 2  | Racing de Madrid |

## Halbfinale
Die Hinspiele wurden am 27. April und 4. Mai, die Rückspiele am 30. April und 11. Mai 1919 ausgetragen.
|                    |  |             | Hinspiel | Rückspiel |
| ------------------ |  | ----------- | -------- | --------- |
| Real Vigo Sporting |  | Arenas Club | 0:2      | 1:6       |
| FC Barcelona       |  | FC Sevilla  | 4:3      | 43:0 1    |

## Finale
| Arenas Club                                                             | Arenas Club | FC Barcelona | FC Barcelona |
| ----------------------------------------------------------------------- | --- | --- | ------------ |
| Arenas Club                                                             | \| Endspiel \| \| 18. Mai 1919 um 17:30 Uhr in Madrid (Estadio del Paseo Martínez Campos) \| \| Ergebnis: 5:2 n. V. (2:2, 1:1) \| \| Zuschauer: – \| \| Schiedsrichter: Julián Ruete \| \| Spielbericht \| | \| Endspiel \| \| 18. Mai 1919 um 17:30 Uhr in Madrid (Estadio del Paseo Martínez Campos) \| \| Ergebnis: 5:2 n. V. (2:2, 1:1) \| \| Zuschauer: – \| \| Schiedsrichter: Julián Ruete \| \| Spielbericht \|       | FC Barcelona |
| Arenas Club                                                             | José María Jáuregui – Pedro Vallana, Domingo Careaga – Gumersindo Uriarte, José Arruza, José María Peña – Ibaibarriaga, Francisco Pagaza, Félix Sesúmaga, Pedro Barturen, Florencio Peña Cheftrainer: –    | Luis Bru – Eduard Reguera, Josep Costa – Ramón Torralba, Agustín Sancho, Enric Blanco – Francesc Vinyals, Juan Garchitorena, Vicente Martínez, Paulino Alcántara, Lakatos Cheftrainer: Jack Greenwell ( England) | FC Barcelona |
| Arenas Club                                                             | 1:0 Sesúmaga (12.) 2:2 Sesúmaga (80.) 3:2 Sesúmaga (96.) 4:2 F. Peña (115.+1') 5:2 Ibaibarriaga (119.) | 1:1 Vinyals (38.) 1:2 Lakatos (55.) | FC Barcelona |
| Endspiel                                                                | | |              |
| 18. Mai 1919 um 17:30 Uhr in Madrid (Estadio del Paseo Martínez Campos) | | |              |
| Ergebnis: 5:2 n. V. (2:2, 1:1)                                          | | |              |
| Zuschauer: –                                                            | | |              |
| Schiedsrichter: Julián Ruete                                            | | |              |
| Spielbericht                                                            | | |              |

Durch diese – wenn auch durch eine Verlängerung begünstigte – überaus hohe 5:2-Gala konnte Arenas Club de Getxo seinen ersten und bis heute einzigen spanischen Pokal bei bisher insgesamt vier Endspielteilnahmen gewinnen.

## Siegermannschaft
| 1.                     | Arenas Club |
| ---------------------- | --- |
| Wappen von Arenas Club | - Tor: José María Jáuregui - Abwehr: Domingo Careaga, Pedro Vallana - Mittelfeld: José Arruza, José María Peña, Gumersindo Uriarte - Sturm: Pedro Barturen, Ibaibarriaga, Francisco Pagaza, Florencio Peña, Félix Sesúmaga - Trainer: – |